# 陈锐 (明朝)
陳銳（15世纪—1500年），南直隸廬州府合肥縣（今安徽省合肥市）人，陳豫之子，陳瑄之曾孫，明朝軍事將領，平江伯。
陳銳繼承其父平江伯爵位。成化（1465年—1487年）初年，分管三千營及團營，后佩平蠻將軍印，總督兩廣。后移鎮淮陽，任漕運總兵官，并建立淮河口石閘及濟寧分水南北兩閘，在任長達十四年，有惠政。淮安、揚州有饑荒瘟疫，他煮糜施藥，使民眾多有存濟。之後召還，累加太傅兼太子太傅。弘治十三年（1500年），蒙古火篩進攻大同，陳銳以總兵官佩將軍印率兵援救，但抵達后擁兵自守，被給事中、御史等彈劾，被剝俸祿閑住。同年去世。